# Кривич, Александр Алексеевич
Александр Алексеевич Кривич (8 апреля 1930 — 22 июня 2018) — передовик советского сельского хозяйства, комбайнёр колхоза имени XXII партсъезда Староминского района, Краснодарский край, Герой Социалистического Труда (1982).

## Биография
Родился в 1930 году в станице Староминская, ныне Староминского района Краснодарского края, в русской крестьянской семье.
После окончания обучения в седьмом классе и курсов комбайнёров, в марте 1944 года начал трудовую деятельность в колхозе «Авангард» на комбайне «Коммунар».
По результатам сельскохозяйственных работ в седьмой семилетки он стал одним из лучших комбайнёров Кубани.
В 1975 году, одном из самых урожайных, на уборке свёклы добился суточной выработки 762 гектара. Это был рекорд Краснодарского края. Кривич был награждён Орденом Ленина.
Указом Президиума Верховного Совета СССР от 12 марта 1982 года за успехи в деле развития сельского хозяйства и получение высоких показателей по производству продуктов сельского хозяйства Александру Алексеевичу Кривичу было присвоено звание Героя Социалистического Труда с вручением ордена Ленина и медали «Серп и Молот».
Герой был автором рационализаторских предложений по совершенствованию сельскохозяйственных работ. Одним из первых испытывал новый комбайн «ДОН-1500».
В 1985 году был учреждён переходящий Кубок имени Кривича «Лучший пахарь Кубани».
Вышел на заслуженный отдых 8 апреля 1990 года, проживал в родной станице.
Умер 22 июня 2018 года. Похоронен на сельском кладбище.

## Награды
За трудовые заслуги был удостоен:
- золотая звезда «Серп и Молот» (12.03.1982)
- два ордена Ленина (23.12.1976), (12.03.1982)
- Орден Трудового Красного Знамени (07.12.1973)
- Медаль За трудовую доблесть (23.06.1966)
- другие медали.

- Заслуженный механизатор сельского хозяйства РСФСР (08.06.1988)
- Заслуженный работник сельского хозяйства Кубани (09.01.1996)